# Hotchkiss (Kolorado)
Hotchkiss – miasto w Stanach Zjednoczonych, w stanie Kolorado, w hrabstwie Delta.